# Краславский край
Кра́славский край (латыш. Krāslavas novads) — административно-территориальная единица на юго-востоке Латвии, в культурно-исторических областях Латгалия и Селия. Край состоит из 24 волостей, а также городов Дагда и Краслава, последний является административным центром края. Граничит с Лудзенским, Резекненским, Прейльским, Аугшдаугавским краями и с Витебской областью Республики Беларусь.

## История
Край был образован в 2001 году из города Краслава и Краславской волости в составе Краславского района. С 1 июля 2009 года, по упразднении Краславского района, являлся самостоятельной административной единицей. Тогда же к краю также присоединили 10 других волостей района. Площадь края составляла 1078,4 км².
В ходе административно-территориальной реформы Латвии 2021 года к краю были присоединены город Дагда и 10 волостей из упразднённого Дагдского края, а также 3 волости из бывшего Аглонского края. Площадь укрупнённого края составила 2289 км².

## Географическая характеристика
Через южную часть края проходят автомобильная дорога государственного значения A6 и железная дорога Даугавпилс — Витебск (историческая Двинско-Витебская железная дорога). На границе с Белоруссией расположены КПП «Патарниеки» (автомобильный) и «Индра» (железнодорожный).
На юге края протекает река Даугава. На севере на Латгальской возвышенности располагается множество озёр, в числе которых — самое глубокое озеро Латвии Дридзис (Дрейдзс).
В крае располагается восточная часть природного парка Даугавас локи (Излучины Даугавы).

## Население
На 1 января 2010 года население края составляло 19 983 человека.
По оценке на 1 января 2015 года, население края составляло 15 854 постоянных жителя, (14 января 2009 года — 20 217).

### Национальный состав
Национальный состав населения края по итогам переписи населения Латвии 2011 года распределён таким образом:
| Национальность        | Численность, чел. (2011) | %        |
| --------------------- | ------------------------ | -------- |
| Латыши                | 8301                     | 47,42 %  |
| в том числе латгальцы | 4068                     | 23,24 %  |
| Русские               | 3703                     | 21,15 %  |
| Белорусы              | 3544                     | 20,24 %  |
| Поляки                | 1374                     | 7,85 %   |
| Украинцы              | 224                      | 1,28 %   |
| Литовцы               | 76                       | 0,43 %   |
| Другие                | 284                      | 1,62 %   |
| всего                 | 17 506                   | 100,00 % |

## Территориальное деление
- Андрупенская волость (латыш. Andrupenes pagasts)
- Андзельская волость (латыш. Andzeļu pagasts)
- Асунская волость (латыш. Asūnes pagasts)
- Аулейская волость (латыш. Aulejas pagasts)
- Берзинская волость (латыш. Bērziņu pagasts)
- Граверская волость (латыш. Grāveru pagasts
- город Дагда (латыш. Dagdas pilsēta)
- Дагдская волость (латыш. Dagdas pagasts)
- Извалтская волость (латыш. Izvaltas pagasts)
- Индрская волость (латыш. Indras pagasts)
- Калниешская волость (латыш. Kalniešu pagasts)
- Каплавская волость (латыш. Kaplavas pagasts)
- Кастулинская волость (латыш. Kastuļinas pagasts)
- Кеповская волость (латыш. Ķepovas pagasts)
- Комбульская волость (латыш. Kombuļu pagasts)
- Константиновская волость (латыш. Konstantinovas pagasts)
- город Краслава (латыш. Krāslavas pilsēta)
- Краславская волость (латыш. Krāslavas pagasts)
- Пиедруйская волость (латыш. Piedrujas pagasts)
- Робежниекская волость (латыш. Robežnieku pagasts)
- Сваринская волость (латыш. Svariņu pagasts)
- Скайстская волость (латыш. Skaistas pagasts)
- Удришская волость (латыш. Ūdrīšu pagasts)
- Шкелтовская волость (латыш. Šķeltovas pagasts)
- Шкяунская волость (латыш. Šķaunes pagasts)
- Эзерниекская волость (латыш. Ezernieku pagasts)